# Диопсид
Диопсидът е моноклинен пироксенов минерал със състав MgCaSi
2O
6. Той образува пълна серия от твърди разтвори с хеденбергит (FeCaSi
2O
6) и авгит, и частични твърди разтвори с ортопироксен и пиджонит. Образува променливо оцветени, но обикновено тъмнозелени кристали в моноклинния призматичен клас. Има две различни призматични разцепвания при 87 и 93°, типични за пироксеновата серия. Има твърдост по Моос от шест, твърдост по Викерс от 7,7 GPa при натоварване от 0,98 N и специфично тегло от 3,25 до 3,55. Той е прозрачен до полупрозрачен с показатели на пречупване nα=1,663–1,699, nβ=1,671–1,705 и nγ=1,693–1,728. Оптичният ъгъл е от 58° до 63°.

## Образуване
Диопсидът се намира в ултрамафични (кимбърлит и перидотит) магмени скали, а богатият на диопсид авгит е често срещан в мафични скали, като оливин базалт и андезит. Диопсидът се намира и в различни метаморфни скали, като например в контактно метаморфозирани скарнове, получени от доломити с високо съдържание на силициев диоксид. Той е важен минерал в мантията на Земята и е често срещан в перидотитови ксенолити, изригнали в кимбърлит и алкален базалт.

## Минералогия и местонахождение
Диопсидът е прекурсор на хризотил (бял азбест) чрез хидротермално изменение и магмена диференциация; може да реагира с водни разтвори на магнезий и хлор, за да се получи хризотил чрез нагряване при 600 °C за три дни. Някои находища на вермикулит, най-вече тези в Либи, Монтана, САЩ, са замърсени с хризотил (както и други форми на азбест), образуван от диопсид.
Хромният диопсид ((Ca,Na,Mg,Fe,Cr)
2(Si,Al)
2O
6) е често срещана съставна част на перидотитовите ксенолити, а разпръснати зърна се намират близо до кимбърлитови тръби и като такива са индикатор за търсене на диаманти. В САЩ находища на хромов диопсид са описани в серпентинитовия пояс в Северна Калифорния, в кимбърлит в района на щатската граница между Колорадо и Уайоминг, в кимбърлит в района на Желязната планина, Уайоминг, в лампрофир в планината Сийдър в Уайоминг и в множество мравуняци и разкрития на терциерния конгломерат в басейна на Грийн Ривър в Уайоминг.
Качественият диопсид за скъпоценни камъни се среща в две форми: черен звездообразен диопсид и хромиран диопсид (който включва хром, придаващ му наситен зелен цвят). При 5,5–6,5 по скалата на Моос хром диопсидът е относително мек за надраскване. Поради наситенозеления цвят на скъпоценния камък, те понякога се наричат сибирски изумруди, въпреки че на гемологично ниво са напълно несвързани, изумрудът е скъпоценен камък, а диопсидът е полускъпоценен камък.
Виолан е богата на манган разновидност на диопсид, виолетов до светлосин цвят.

## Етимология и история
Името на диопсид произлиза от гръцките думи dis, „два пъти“ и òpsè, „лице“ във връзка с двата начина за ориентиране на вертикалната призма.
Диопсидът е открит и описан за първи път около 1800 г. от бразилския натуралист Хосе Бонифасио де Андрада е Силва .

## Потенциални употреби
Керамиката и стъклокерамиката на основата на диопсид имат потенциални приложения в различни технологични области. Стъклокерамика на основата на диопсид, наречена „силцерам“, е произведена от учени от Imperial College, Обединеното кралство през 80-те години на ХХ век от шлака от доменни пещи и други отпадъчни продукти. Те също произвеждат стъклокерамика е потенциален структурен материал. По подобен начин керамиката и стъклокерамиката на основата на диопсид имат потенциални приложения в областта на биоматериалите, имобилизирането на ядрени отпадъци и уплътнителните материали в горивни клетки с твърд оксид.